# Pietro Ferraris
Pietro Ferraris (15. februar 1912 - 11. oktober 1991) var en italiensk fodboldspiller (angriber) og -træner.
Ferraris blev verdensmester med Italiens landshold ved EM 1938 i Frankrig, og spillede én af italienernes fire kampe i turneringen. Han nåede i alt at spille 14 landskampe, hvori han scorede tre mål.
På klubplan spillede Ferraris hele sin karriere i hjemlandet, hvor han blandt andet repræsenterede Napoli, Ambrosiana-Inter og Torino FC. Han vandt to italienske mesterskaber med Inter og hele fire med Torino.